# Kebbe Koppalu, Hunsur
Kebbe Koppalu là một làng thuộc tehsil Hunsur, huyện Mysore, bang Karnataka, Ấn Độ.